# Mist Þorkelsdóttir
Mist Þorkelsdóttir, född 1960, är en isländsk tonsättare och musikchef.
Mist Þorkelsdóttir har studerat komposition i USA vid Hamline University, State University of New York och Boston University. Hon har komponerat soloverk, kammarmusik, kör- och orkesterverk. Hon har varit dekan för musikutbildningarna vid Islands konsthögskola (till 2014) och prefekt för Högskolan för scen och musik vid Göteborgs universitet 2014–2016.